# Learning from Las Vegas
Learning from Las Vegas är en arkitekturteoretisk bok, skriven av arkitekterna Robert Venturi, Denise Scott Brown och Steven Izenour, som publicerades 1972. Tillsammans med Venturis Complexity and Contradiction in Architecture från 1966 räknas boken som tongivare inom den postmodernistiska arkitekturteorin. 
Boken, som från början var en forskningsstudie från Yale, belyser den kommersiella, amerikanska efterkrigsarkitekturen med en fallstudie och exempel längs Las Vegas huvudstråk The Strip. Författarna applicerar sedan dessa erfarenheter på andra byggnadsanalyser och kategoriserar byggnader utseendemässigt enligt principen duck (anka), eller decorated shed (dekorerat skjul). Den sistnämnda, som Venturi och Scott Brown förespråkar och tillämpar i sin arkitektur, innebär enkla neutrala konstruktioner, med dekorativa billboards som uttrycker byggnadens funktion. En anka däremot är i uttryck och funktion samma sak, vilket ofta komplicerar dess estetik.